# Wanda Niegolewska
Wanda Niegolewska z Wężyków (ur. 10 sierpnia 1877 w Karminie, zm. 9 lutego 1970 w Poznaniu) – polska ziemianka i działaczka społeczna, uczestniczka powstania wielkopolskiego i powstania warszawskiego, posłanka na Polski Sejm Dzielnicowy w Poznaniu.

## Życiorys
Była najmłodszą córką powstańca styczniowego Adolfa Izydora Wężyka herbu Wąż i Marii z Psarskich herbu Jastrzębiec. W dniu 26 września 1904 wyszła za Stanisława Niegolewskiego. Gospodarowali w majątku Niegolewo, a w 1908 Wanda odziedziczyła majątek Myjomice. W 1909 miał powierzchnię 1506 ha, a w 1930 –1402 ha. W okresie międzywojennym reformą rolną zostało objętych 200 ha. W majątkach w Myjomicach i Niegolewie Wanda prowadziła ogrody warzywne, pasieki i parki.
Wanda urodziła trzech synów: Andrzeja (1905), Zygmunta (1906) i Macieja (1907). Ten najmłodszy administrował dobrami w Myjomicach.
Podejmowała działalność społeczną i patriotyczną. Przed I wojną światową prowadziła tajne nauczanie dzieci wiejskich. Wykładała język polski, historię, uczyła pieśni patriotycznych i kościelnych. Organizowała amatorski teatr dzieci i młodzieży. Wygłaszała odczyty na temat nowoczesnych metod wychowania dzieci, o zachowaniu higieny, o zdrowym żywieniu, zakładaniu ogrodów przydomowych z warzywami i ziołami. W Niegolewie stworzyła i finansowała ochronkę dla dzieci chłopskich. W 1902 była opiekunką Komitetu Pań Opiekunek Stacyi Sanitarnej prowadzonej w Kobylnicy przez Towarzystwo Kolonii Wakacyjnych i Stacyi Sanitarnej „Stella”. W 1909 wraz z mężem przyjęła w majątku Niegolewo sześcioro dzieci na wakacje. Wyjazd organizowało towarzystwo. Była członkinią komitetu Towarzystwa Kuchnia dla ubogich przy ul. Wiedeńskiej w Poznaniu, osobiście posługiwała w kuchni.
Od 1904 była członkinią Stowarzyszenia Pań Miłosierdzia św. Wincentego a Paulo. Organizowała pomoc dla ubogich, chorych i potrzebujących dzieci. W okresie międzywojennym była członkinią zarządu wojewódzkiego Akcji Katolickiej i Sodalicji Mariańskiej. Patronowała działalności społecznej i kulturalno-oświatowej Katolickiego Stowarzyszenia Młodzieży Żeńskiej. Ufundowała wiele stacji drogi krzyżowej w kaplicy w Niegolewie. W latach 1920–1930 była przewodniczącą oddziału Stowarzyszenia Pań Miłosierdzia św. Wincentego a Paulo w Buku.
W wyborach 16 listopada 1918 została wybrana delegatką powiatu grodziskiego na grudniowy Sejm Dzielnicowy w Poznaniu. W 1928 Niegolewska była członkinią komitetu budowy gimnazjum im. Zofii Sokolnickiej, zmarłej rok wcześniej posłance na wspomniany sejm i Sejm Ustawodawczy II RP.
W czasie powstania wielkopolskiego finansowała i wyposażyła szpital w Buku zorganizowany w budynku szkolnym. Ukończyła kurs pierwszej pomocy. Opatrywała rannych, zajmowała się chorymi. Organizowała zbiórki funduszy, środków opatrunkowych i lekarstw dla powstańców. Wraz z mężem i wolontariuszkami Czerwonego Krzyża organizowała aprowizację dla powstańców z Buku, Opalenicy i Zbąszynia. Część żywności transportowano do Poznania.
Wraz z bukowskim oddziałem Czerwonego Krzyża aprowizowała żołnierzy wyruszających na front wojny polsko-bolszewickiej ze stacji kolejowej w Buku. Dostarczała oddziałom na froncie żywność, z okazji świąt wysyłała paczki żywnościowe.
Była przewodniczącą powiatowego oddziału Czerwonego Krzyża. Na specjalnych kursach propagowano wiedzę o higienie i zdrowiu. Kurs w 1937 zakończył się przyjęciem wydanym przez Wandę w dworze w Niegolewie.
Należała do Izby Rolniczej w Poznaniu. Zasiadała w zarządzie powiatowym Towarzystwa Czytelni Ludowych. W 1911 i 1913 uczestniczyła w spotkania towarzystwa w Poznaniu. W 1918 współzałożyła Związek Kółek Włościanek Wielkopolskich w Poznaniu. Kolejne koła powstały w terenie, m.in. w Buku. W 1919 w Sali Ogrodu Zoologicznego w Poznaniu Niegolewska zorganizowała zebranie związku z udziałem 800 uczestniczek. Została wybrana na przewodniczącą. Funkcję pełniła do 1938, potem była przewodniczącą honorową. Organizowała szkolenia dla młodych rolników z nowoczesnych metod uprawy, hodowli i zarządzania majątkiem ziemskim. Edukowała kobiety. W 1929 była członkinią zarządu wielkopolskiego oddziału Stowarzyszenia Opieki Polskiej nad Rodakami na Obczyźnie.
W 1928 majątek Niegolewskich w Niegolewie odwiedził Prezydent II RP Ignacy Mościcki.
Po wybuchu II wojny światowej wyjechała z Niegolewa. Podczas okupacji niemieckiej mieszkała z mężem przy ul. Czeczota 16 na Górnym Mokotowie w Warszawie. W mieszkaniu organizowała konspiracyjne zebrania Armii Krajowej. W czasie powstania warszawskiego przygotowywała posiłki dla powstańców z Mokotowa. Po upadku powstania została wywieziona do obozu przejściowego w Pruszkowie. Potem mieszkała w Minodze, Paszkówce i Krakowie.
Po 1945 razem z mężem i wychowanicą Marią Sierocką zamieszkała przy ul. Wołyńskiej 20 na poznańskim Sołaczu. Była utrzymywana przez dwóch synów. Jeden mieszkał w Warszawie, a drugi w powiecie bydgoskim. Zajmowała się gospodarstwem domowym. W korespondencji do bliskich przesyłała notki o zdarzeniach rodzinnych, życzenia dla solenizantów czy jubilatów, informacje o nowo wydanych ciekawych książkach i streszczenia artykułów z tygodników społecznych i literackich.
Została pochowana obok zmarłego w 1948 męża w grobowcu rodzinnym na starym cmentarzu św. Krzyża w Buku. W jej pogrzebie wzięły udział setki osób.

## Odznaczenia
Za pracę w czasie powstania wielkopolskiego zarówno ona, jak i mąż, w marcu 1925 zostali odznaczeni Wielkopolskim Krzyżem Powstańczym. Wanda dostała Odznakę Honorową Polskiego Czerwonego Krzyża stopnia II.

## Upamiętnienie
Imię Wandy Niegolewskiej noszą: Oddział PTTK w Buku (od 1974) oraz koło PTTK Senior. Od 24 sierpnia 2014 na cmentarzu św. Krzyża w Buku przy grobie Niegolewskich istnieje tablica dedykowana Wandzie Niegolewskiej z okazji 150-lecia Kółek Włościanek. W 2017 w Buku powstał mural 3D upamiętniający powstanie wielkopolskie. Przedstawiono na nim Wandę i Stanisława Niegolewskich.